# 朝鮮民主主義人民共和國專屬經濟區

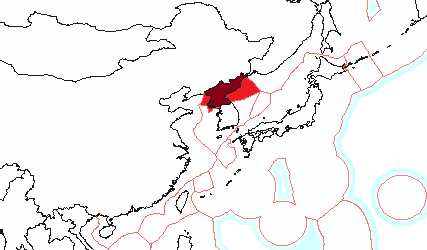
朝鲜专属经济区大致范围示意图

朝鮮民主主義人民共和國专属经济区，乃邻海黄海和日本海的以基线向外延伸两百海里之区域。 1977年朝鲜政府质疑以北方界線作为海上分界线之合法性，并于同年宣布其专属经济区之大概范围。但专属经济区并没有因此而被编入朝鲜法律之中，朝鲜也从未明确其坐标，因此很难确定其具体范围。
朝鲜在黄海的专属经济区之范围尚未确定，是因中国也没在黄海确定其专属经济区之范围。朝韩两国之专属经济区范围因区域划分可能重叠和些许岛屿的争议，故两国于黄海之专属经济区之范围亦无法确定。
朝鲜在日本海的专属经济区的范围近似梯形。朝鲜和俄罗斯各自的专属经济区之间的边界是东北亚地区唯一已确定的专属经济区边界。日本海上各国的专属经济区无太大争端，甚对韩国来说亦复如此，因人们认为该海域无丰富自然资源。

## 历史

北方界线划分南北韩海上界线之示意图

《朝鲜停战协定》划三八线，是为朝韩之陆地边界，然却无规定海上之边界。但联合国军事停战委员会司令部单方面划分两条海上边界，一条于黄海，另条于日本海，是为北方界线。其合法地位常受质疑，并因此爆发不少冲突。联合国军司令部指责朝鲜越北方界线，至界线南部，然朝鲜对此却回应其海洋边界亦扩北方界线之南部。
1952年1月18日，韩国总统李承晚划分“和平线”，划分了包括朝鲜领海在内的主权领海之范围皆归韩国为所有，理由是是韩国乃朝鲜半岛唯一合法政府。并称从朝鲜海岸起平均有六十海里之区域，都归韩国所有，称“李承晚线”，然未被国际社会承认。
1977年6月21日，朝鲜宣布建立有两百海里范围的专属经济区，于8月1日开始生效。当天，朝鲜还宣布在黄海和日本海设立五十海里的军事边界区。朝鲜专属经济区至此业已诞生。
韩国反对朝鲜的专属经济区之计划，并发表声明。南韩政府明确表示，不承认朝鲜的军事边界区和两百海里专属经济区，因它们可能改变朝鲜半岛自1953年停战后之现状”，日本也抗议，中国没有。

## 范围
朝鲜没有通过有关其专属经济区相关法律，故专属经济区之具体界线不可考。朝鲜亦指出邻国之间专属经济区“应根据等距线或中间线的原则协商确定”。朝鲜从未确定其专属经济区主张范围之地理坐标。

### 黄海
朝鲜和中国专属经济区之间的边界尚不明确。然从朝鲜之声明中可推断，其在黄海的专属经济区的界限与军事边界区的界限等同。因黄海狭窄，朝鲜中国四百海里专属经济区总和之范围亦会重叠。
中国和朝鲜陆地边界线亦无确定。但从条约和声明中可推断是由鸭绿江为界。海上岛屿的所有权影响到两国之间海洋边界的可能范围，从而影响到两国专属经济区的边界。 朝鲜采用等距原則法划定专属经济区之范围，然中国则倾向采用自然延伸法则。然在黄海朝鲜湾，中国也倾向于采用等距原则法，因这将使其获得最大领海范围。中国院士季国兴认为，专属经济区应考虑到朝鲜湾之具体条件，如中国有较长的海岸线和悠久渔业活动之历史，并以公平和比例原则为依据划定之。另方面，因中国没有确定其在黄海的专属经济区界线，朝鲜可能也如此，采取模糊态度以便对中国采取灵活政策。据报道，朝鲜和中国之间存在某种关于海洋边界的协议，但不清楚这是否涉及专属经济区或大陆架边界之划定。 黄海中的哪些岛屿归属朝鲜，哪些归属韩国，也会影响到那里的三国专属经济区之边界。
即使岛屿归属问题解决，朝韩专属经济区之界线亦会重叠，这就需要一方减少其主张之范围，或两方共享一些专属经济区范围。据《联合国海洋法公约》，黄海和日本海的专属经济区都应被划分，以便在它们之间不留任何国际水域，因为这些海域的宽度都小于400海里。黄海的北方界线可能不会合法地成为领海的永久边界，因它违反公约的不侵占原则，而将朝鲜与公海隔开。这对专属经济区也有影响。朝鲜已经签署了该公约，但没批准。

### 日本海
朝鲜于日本海的专属经济区呈梯形。朝韩两国于该海域之间少有冲突，因韩国船只会避开此地。此地也不被认为有丰富的自然资源。
朝鲜与俄罗斯间的专属经济区边界是此海域唯一已确定的专属经济区边界，也是整个东北亚地区唯一完全确定的专属经济区边界。然朝俄两国专属经济区外之终点与韩国或日本的领土不呈等距。在划定专属经济区时，朝鲜在地理上处于劣势，尤在日本海，海域被俄韩两国夹于中间。这一事实可能导致朝鲜不愿意完全致力于专属经济区制度并与邻国谈判专属经济区的边界。

## 经济
朝鲜在其专属经济区内捕鱼，主面向工业部门，少有渔民捕鱼。多年来，渔民捕捞频次大大减少。
2000年朝韩两国就非政府渔业组织达成协议，允许韩国人在日本海的朝鲜专属经济区内捕鱼，至2005年。约有400艘韩国渔船在该海域进行捕捞。
虽中国最初没有抗议朝鲜建立专属经济区，然后来却指责它阻碍了鸭绿江口的经济发展。朝鲜也通过中国的代理商向外国人出售其专属经济区的捕鱼配额。而被剥夺了专属经济区配额的朝鲜渔民就会在中国和俄罗斯的水域里偷捕。

### 书籍
- Buchholz, Hanns Jürgen. . Singapore: Institute of Southeast Asian Studies. 1987. ISBN 978-9971-988-73-9.
- Johnston, Douglas M.; Valencia, Mark J. . Dordrecht: Martinus Nijhoff Publishers. 1991. ISBN 0-7923-0862-X.
- Kim, Suk Kyoon. . Leiden: BRILL. 2017. ISBN 978-90-04-34422-8.
- Kotch, John Barry; Abbey, Michael.  (PDF). Asian Perspectives. 2003, 27 (2): 175–204. （原始内容 (PDF)存档于2011-07-25）.
- Lee, Seokwoo. . Boundary and Territory Briefing (Durham: International Boundaries Research Unit, Durham University). 2002, 3 (8)  [2022-10-06]. ISBN 9781897643518. （原始内容存档于2022-10-06）.
- Lee, Seokwoo; Lee, Hee Eun. . Leiden: BRILL. 2016. ISBN 978-90-04-31575-4.
- Pauly, Daniel; Zeller, Dirk (编). . . Washington: Island Press. 2016: 314. ISBN 978-1-61091-626-4.
- Prescott, John Robert Victor; Schofield, Clive H. Furness, Shelagh , 编. . Maritime Briefing (Durham: International Boundaries Research Unit, University of Durham). 2001, 3 (1). ISBN 978-1-897643-43-3.
- Van Dyke, Jon M. . Seoung Yong Hong, Jon M.; Van Dyke  (编). . Leiden: BRILL. 2009: 39–76. ISBN 978-90-04-17343-9.
- Volochine, Elena; Quy, Ian M. . . 2020-05-08  [2020-05-25]. FRANCE 24 English. （原始内容存档于2022-10-09） –YouTube.
- Zou, Keyuan. . Amer, Ramses; Keyuan Zou  (编). . New York: Routledge. 2016: 149–170. ISBN 978-1-317-16216-2.